# 21. julij
21. julij je 202. dan leta (203. v prestopnih letih) v gregorijanskem koledarju. Ostaja še 163 dni.

## Dogodki
- 1298 – v bitki pri Falkirku Edward Longshank premaga Williama Wallaca in njegove škotske upornike
- 1542 – papež Pavel III. ustanovi sodišče za procese proti heretikom z imenom Vrhovna posvečena kongregacija rimske in univerzalne inkvizicije
- 1568 – v bitki pri Jemmingenu Fernando Álvarez de Toledo premaga Ludvika Nassauskega
- 1718 – Osmansko cesarstvo, Habsburška monarhija in Beneška republika podpišejo Požarevski mir
- 1774 – Rusija in Turčija podpišeta Kučukkajnardžijski mir
- 1798 – Napoleon v bitki pri piramidah premaga mameluke
- 1831 – Leopold I. postane belgijski kralj
- 1873 – Jesse James in tolpa James-Younger prvič oropa vlak
- 1877 – dan po zadušeni stavki v Baltimoru začno solidarnostno stavkati delavci v Pittsburghu
- 1925 – John T. Scopes, učitelj iz Tennesseeja, spoznan za krivega, ker je poučeval evolucijo
- 1931 – CBS kot prva ameriška televizijska postaja začne oddajati vse dni v tednu
- 1940:
  - vzpostavljena sovjetska oblast v Litvi, Latviji in Estoniji
  - Švica sprejme pobudo o graditvi sistema utrdb
- 1944:
  - ameriška vojska se izkrca na Guamu
  - začetek umika francoskega ekspedicijskega korpusa iz Italije
  - nemške oborožene sile napadejo Vercors
- 1948 – začetek 5. kongresa KPJ, kjer zavrnejo obtožbe Informbiroja
- 1954 – v Ženevi podpisan sporazum o premirju v Vietnamu, ki državo razdeli po 17. vzporedniku
- 1961 – Guss Grissom kot drugi Američan obkroži Zemljo
- 1970 – po 11 letih je dograjen Asuanski jez v Egiptu
- 1984 – v Jacksonu (Michigan) robot povzroči prvo uradno smrtno žrtev v ZDA
- 1995 – kitajska vojska začne z raketnimi izstrelki obstreljevati vode severno od Tajvana
- 1997 – na 200. obletnico po 116 letih ponovno splovijo ladjo USS Constitution
- 2002 – ameriški telekomunikacijski gigant WorldCom gre v stečaj
- 2008 – srbske varnostne sile ujamejo in aretirajo Radovana Karadžića, obtoženega vojnih zločinov, ki se je skrival od leta 1998
- 2013 – Filip po odstopu svojega očeta Alberta II. postane kralj Belgijcev

## Rojstva
- 1414 – Sikst IV., papež italijanskega rodu († 1484)
- 1476 – Jacopo Nardi, italijanski (florentinski) državnik, zgodovinar († 1563)
- 1620 – Jean-Felix Picard, francoski astronom, duhovnik († 1682)
- 1810 – Henri Victor Regnault, francoski kemik, fizik († 1878)
- 1816 – Paul Julius von Reuter, nemško-angleški ustanovitelj tiskovne agencije, judovskega rodu († 1899)
- 1858 – Lovis Corinth, nemški slikar († 1925)
- 1863 – Max Franz Joseph Cornelius Wolf, nemški astronom († 1932)
- 1870 – Emil Orlik, češko-avstrijski slikar judovskega rodu († 1932)
- 1877 – Hatano Seiči [Hatano Seiichi], japonski filozof in religiolog († 1950)
- 1880 – Milan Rastislav Štefánik, slovaški astronom, general, državnik († 1919)
- 1893 – Rudolf Ditzen - Hans Fallada, nemški pisatelj († 1947)
- 1899:
  - Ernest Miller Hemingway, ameriški pisatelj, nobelovec 1954 († 1961)
  - Hart Crane, ameriški pesnik († 1932)
- 1911 – Herbert Marshall McLuhan, kanadski literarni kritik, medijski teoretik, filozof († 1980)
- 1919 – France Filipič, slovenski pisatelj, pesnik, dramatik, publicist, zgodovinar († 2009)
- 1920 – Isaac Stern, ameriški violinist († 2001)
- 1923 – Rudolph Arthur Marcus, kanadski kemik, nobelovec 1992
- 1924 – Alojz Rebula, slovenski pisatelj, esejist in dramaturg († 2018)
- 1936 – Nani Bregvadze, gruzijska pevka in igralka
- 1938 – Janet Reno, ameriška pravosodna ministrica
- 1948 – Yusuf Islam - Cat Stevens, britanski pevec
- 1951 – Robin Williams, ameriški filmski igralec in komik († 2014)

## Smrti
- 1154 – Elizabeta Ogrska, velikopoljska vojvodinja (* 1128)
- 1259 – Godžong, korejski kralj (* 1192)
- 1359 – Erik XII., švedski sokralj (* 1339)
- 1425 – Manuel II. Paleolog, bizantinski cesar (* 1350)
- 1552 – Antonio de Mendoza, španski podkralj (* 1490)
- 1564 – Martim Afonso de Sousa, portugalski admiral (* 1500)
- 1641 – Thomas Mun, angleški ekonomist (* 1571)
- 1786 – Carl Wilhelm Scheele, švedski kemik (* 1742)
- 1796 – Robert Burns, škotski pesnik (* 1759)
- 1855 – Per Daniel Amadeus Atterbom, švedski pesnik, literarni zgodovinar (* 1790)
- 1865 – Ludwig Schnorr von Carolsfeld, nemški tenorist (* 1836)
- 1899 – Robert Green Ingersoll, ameriški politik in govornik (* 1833)
- 1932 – Muhamad Hafiz Ibrahim, egipčanski pesnik (* 1872)
- 1938 – Owen Wister, ameriški pisatelj (* 1860)
- 1944 – Ludwig Beck, nemški general (* 1880)
- 1946 – Albin Mlakar, slovenski vojak (* 1890)
- 1989 – Danilo Lokar, slovenski pisatelj (* 1892)
- 1993 – Miško Baranja, slovenski (prekmurski) cimbalist (* 1920)
- 1998 – Alan Bartlett Shepard mlajši, ameriški astronavt (* 1923)
- 2006 – Chhit Choeun - Ta Mok, kamboški poveljnik, politik (* 1926)

## Prazniki in obredi
- Belgija – narodni dan
- Bolivija – dan mučenikov
- Guam – dan osvoboditve